# Астраханский регион Приволжской железной дороги
Астраханский регион Приволжской железной дороги — один из трёх регионов Приволжской железной дороги. Пути и инфраструктура находятся на территории Астраханской области и частично на территории Саратовской и Волгоградской областей, небольшие участки путей проходят по территории Республики Казахстан.

## История
Астраханский регион начинает свою историю с 2010 года. Регион территориально и функционально принял на себя функции Астраханского отделения Приволжской железной дороги.

## Инфраструктура
- Локомотивное депо Астрахань
- Локомотивное депо Верхний Баскунчак